# Двойное послание
Двойно́е посла́ние, двойна́я связь (англ. double bind) — концепция, разработанная Грегори Бейтсоном и его сотрудниками, описывающая коммуникативную ситуацию, в которой субъект получает взаимно противоречащие указания, принадлежащие к разным уровням коммуникации.
Субъект, получающий двойное послание, воспринимает противоречивые указания или эмоциональные послания на различных коммуникативных уровнях: например, на словах выражается любовь, а параллельное невербальное поведение выражает ненависть; либо ребёнку предлагают говорить свободно, но критикуют или заставляют замолчать всякий раз, когда он так делает. При этом «индивид не имеет возможности высказываться по поводу получаемых им сообщений, чтобы уточнить, на какое из них реагировать, то есть он не может делать метакоммуникативные утверждения». Субъект также не способен прекратить общение, выйти из ситуации. Источник директив является значимым для субъекта, а неспособность выполнить эти противоречивые директивы наказывается (например, прекращением выражения любви к ребёнку).

## История концепции
Концепция двойного послания играла ключевую роль в теории шизофрении, разработанной Грегори Бейтсоном и его сотрудниками (Д. Джексон, Дж. Хейли, Дж. Уикленд) в ходе проекта Пало-Альто в 1950-х годах. Группа Бейтсона много работала с лицами, имеющими диагноз «шизофрения», и их семьями, проводя длительные сеансы бесед, записывавшиеся на магнитофон. В ходе анализа записанных бесед и была сформирована эта концепция:33—34.
Предпосылки концепции двойного послания были заложены Бейтсоном ещё в 1940-е годы. На её формирование повлияла теория логических типов Бертрана Рассела:34. Первоначально концепция двойного послания разрабатывалась по отношению к культурной антропологии, теории обучения, коммуникации животных, а уже затем — во время работы в проекте Пало-Альто — была развита по отношению к семьям лиц, страдающих шизофренией:37.
Теория двойного послания была сформулирована Г. Бейтсоном и его коллегами в статье «К теории шизофрении» (1956), позднее Бейтсон возвращался к ней в лекции «Минимальные требования для теории шизофрении» (1959, опубл. 1960), статьях «Групповая динамика шизофрении» (1960), «Двойное послание, 1969» (1969) и др.

## Сущность явления
Согласно подходу Бейтсона и его группы, предпосылкой к развитию шизофрении может быть воспитание ребёнка в семье, где ситуация двойного послания является нормой общения. Как утверждали авторы концепции, ситуации двойного послания провоцируются ещё в раннем возрасте в семьях лиц будущих «шизофреников». Основной фигурой при этом является мать, которая испытывает тревожность при общении с ребёнком или не испытывает к нему любви, но тем не менее стремится демонстрировать должное отношение к нему и должное поведение:39.
В англоязычной среде существует распространённое ошибочное представление, что double bind — это просто механическое сочетание двух одновременно невыполнимых требований, например: «Стой там — иди сюда». В действительности же логическим ядром double bind следует считать парадоксальное предписание, аналогичное парадоксу Эпименида, то есть основанное на противоречии между требованиями, принадлежащими к различным уровням коммуникации. Пример такого предписания: «Приказываю тебе не выполнять моих приказов».
Двойное послание в контексте проблем повседневной коммуникации может касаться разницы между вербальными и невербальными сообщениями: например, несоответствие между мимикой матери (выражающей, к примеру, неодобрение) и её словами одобрения, ведущее к возникновению нескольких путей для интерпретации ребёнком сигналов родителя и, как следствие, психическому дискомфорту от несоответствия «высказанного» и «невысказанного, но показанного» посланий.
Составляющие ситуации двойного послания:
1. Двое или более участников, один из которых выступает «жертвой».
2. Повторяющийся опыт. Этот критерий относится не к двойному посланию как таковому, а как к объяснению этиологии шизофрении, когда двойное послание является не единичным травматическим переживанием, а повторяющейся в жизненном опыте «жертвы» ситуацией.
3. Первичное негативное предписание в форме: а) «Не делай того-то и того-то, иначе я накажу тебя» или б) «Если ты не сделаешь того-то и того-то, я накажу тебя».
4. Вторичное предписание, которое даётся на более абстрактном уровне и вступает в конфликт с первичным. Как и первичное предписание, оно подкрепляется угрозой наказания. Вторичное предписание «обычно передаётся ребёнку невербальными средствами. Это могут быть поза, жест, тон голоса, значимое действие, нечто подразумеваемое в словесном комментарии». Оно может противоречить любому элементу первичного предписания. Если попытаться выразить вторичное предписание словами, оно может сообщать нечто вроде: «Не считай, что это я тебя наказываю», «Не подчиняйся моим запретам», «Не думай о том, чего ты не должен делать», «Не сомневайся в моей любви. Мой запрет является (или не является) её выражением» и т. п. «Возможны также случаи, когда „двойное послание“ создаётся не одним индивидом, а двумя, например один из родителей может отрицать на более абстрактном уровне предписания другого».
5. Третичное негативное предписание, лишающее жертву возможности покинуть ситуацию.

Губительность ситуации двойного послания заключается, в частности, в том, что это тупиковая ситуация, из которой невозможно выбраться, и при любой стратегии поведения жертва ситуации не найдёт из неё выхода. Так как двойное послание представляет собой один из основных способов поддержания гомеостаза группы, в которую включена «жертва», любая попытка выбраться из ситуации (пытаясь комментировать вслух своё противоречивое положение) только ведёт к дальнейшему развитию двойного послания, поскольку возникает угроза гомеостазу. Единственный эффективный путь преодоления ситуации двойного послания — психотерапия. Другой, но ошибочной стратегией совладания с этой ситуацией, своеобразной патовой стратегией выживания в ситуации двойного послания является, по Бейтсону, шизофрения:39—40.
Согласно Бейтсону, длительный опыт существования в условиях ситуаций двойного послания способен разрушить метакоммуникативную систему личности (то есть систему сообщений по поводу коммуникации): нарушается способность «обмениваться с людьми сигналами, которые сопровождают сообщения и указывают, что имеется в виду», правильно различать буквальное и метафорическое. Человек начинает либо во всяком высказывании подозревать скрытый смысл либо, наоборот, воспринимать всё сказанное буквально, игнорируя невербальные метакоммуникативные сигналы (тон, жесты и т. п.). Иными словами, у «жертвы» ситуации двойного послания возникают симптомы шизофрении.
Шизофреногенная ситуация двойного послания выявляется во всей окружающей «шизофреника» среде: как в среде семьи, так и в среде психиатрической больницы. По утверждению Бейтсона, господствующая в психиатрических больницах благожелательность существует не ради пациентов, а во благо врача, и, так как в больницах воспроизводится ситуация двойного послания, психиатрическая больница с точки зрения коммуникации не лечит пациента, а лишь усугубляет его состояние:40.
В дальнейшем Бейтсон несколько модифицировал свою концепцию: первоначально рассматривая как «жертву» лишь «шизофреника», впоследствии он пришёл к выводу, что все члены семьи в равной мере являются жертвами ситуации. Как отмечает Бейтсон, «члены патогенной семьи имеют определённое распределение ролей и образуют взаимодействующую и самоподдерживающуюся систему, внутри которой едва ли возможно указать на одного члена как на причину характеристик семьи в целом». Таким образом Бейтсон переходит от психологической, психоаналитически ориентированной модели к кибернетической модели: определяющими становятся свойства системы, а не индивидуальные, межличностные взаимодействия:40—42. По Бейтсону, ситуация шизофрении требует не индивидуальной, а системной психотерапии, при которой в центре находится не сам больной, а вся семья:43.

## Варианты перевода термина на русский язык
В связи со сложностями перенесения всей полноты смысла термина double bind на русский язык существует несколько вариантов его перевода. Проблемы, возникающие при переводе термина, подробно обсуждаются в предисловии к первому русскому изданию книги Грегори Бейтсона «Шаги в направлении экологии разума». В российской литературе существовала традиция перевода этого термина как «двойная связь», однако в русском издании книги «Шаги в направлении экологии разума» переводчиками был предложен вариант «двойное послание» как передающий смысл более точно.
Другие варианты перевода
- Двойной сигнал
- Двойной приказ
- Двойной капкан
- Двойной зажим
- Двойная ловушка
- Двойная обязанность
- Двойной посыл
- Двойное ограничение
- Прямая транслитерация — Даблбайнд